# 인도 공군박물관
인도 공군박물관(영어: Air Force Museum)은 인도 델리에 있는 인도 공군에 대한 유일한 박물관이다. 인도 공군이 영국 식민지 시절인 1932년에 창설된 이래로 사용해온 기체의 실물과 모형 · 사진을 다수 전시하고 있다. 전시된 기체의 제조국은 영국, 프랑스, 미국, 소련, 일본 등 다양하다.

## 개요
인디라 간디 국제공항에 인접한 팔람 공군기지에 설치되어 있으나, 공항의 민간 터미널에서 보면 활주로 건너편에 해당하므로 공항으로 향하는 일반 교통을 이용하여 방문하기 어렵다. 휴관일은 월 · 화요일, 공휴일이다. 입장은 무료이지만 입관시 관계자로부터 장부에 기록하도록 요구된다. 기념품을 판매하는 매점도 설치되어 있다.

## 같이 보기
- 인디라 간디 국제공항